# Центральная иудейская библиотека
Центральная иудейская библиотека (пол. Centralna Biblioteka Judaistyczna) — не существующая в настоящее время библиотека, в собрании которой находились книги, связанные с иудаизмом и историей евреев в Польше.

## История
Библиотека была основана в 1879—1880 годах в Большой варшавской синагоге по инициативе польского врача еврейского происхождения Людвига Натансона, который стал собирать книги с 1860-х годов. Многолетним директором библиотеки был Мойше Мошковский. До 1914 года в библиотеке действовала историческая комиссия под управлением Самуэля Познанского, задачей которой был поиск значимых документов, связанных с деятельностью кагалов.
В 1927 году по инициативе Мойше Шора началось строительство отдельного здания для библиотеки, которое закончилось в 1936 году. В этом же здании расположился Институт иудейских исследований.
Во время Второй Мировой войны в здании библиотеки последовательно располагались штаб Еврейского общества взаимопомощи, место сбора для депортированных евреев, магазин конфискованной мебели из варшавского гетто. Здание библиотеки пережило восстание в гетто и Варшавское восстание. Библиотечный фонд был разграблен во время войны и частично восстановлен в послевоенное время.
В настоящее время в здании библиотеки располагается Еврейский исторический институт.

## Источник
- Zofia Borzymińska, Rafał Żebrowski: Polski słownik judaistyczny. Dzieje, kultura, religia, ludzie. T. 1. Warszawa: Prószyński i S-ka, 2003, s. 189—191. ISBN 83-72551-75-8.